# نیو گوانان
نیو گوانان (牛冠男؛ زادهٔ ۱۰ مهٔ ۱۹۹۲) بازیکن زن واترپلو اهل چین بود. وی در بازی‌های المپیک تابستانی ۲۰۱۶ و ۲۰۲۰ حضور داشته‌است.